# Julian Savea
Sio Julian Savea (* 7. August 1990 in Wellington, Neuseeland) ist ein neuseeländischer Rugby-Union-Spieler, der aktuell für die Hurricanes im Super Rugby und ehemals für die All Blacks, die neuseeländische Nationalmannschaft, auf der Position des Außendreiviertels spielt.
Mit 8 Versuchen hält er gemeinsam mit Jonah Lomu (1999) und Bryan Habana (2007) den Rekord für die meisten Versuche bei einer Weltmeisterschaft (2015). Mit insgesamt 46 Versuchen in Länderspielen für Neuseeland hat er nach Doug Howlett die zweitmeisten erzielt. Im Rahmen der World Rugby Awards wurde Savea in den Jahren 2014 und 2015 für den Titel „World Rugby Menʼs 15s Player of the Year“ nominiert und konnte 2015 den Preis für den Versuch des Jahres gewinnen.
Julian Savea ist der ältere Bruder von Ardie Savea, der ebenso für die Hurricanes und die All Blacks spielt.